# Leme (bairro do Rio de Janeiro)
Leme é um bairro da Zona Sul do município do Rio de Janeiro, vizinho a Copacabana e situado em área contígua à sua praia

## Etimologia
O bairro deve seu nome a Pedro Leme, descendente de flamengos madeirenses que migraram ao Brasil no século XVI. Na Madeira, existe ainda a Quinta do Leme do século XVI.

## História

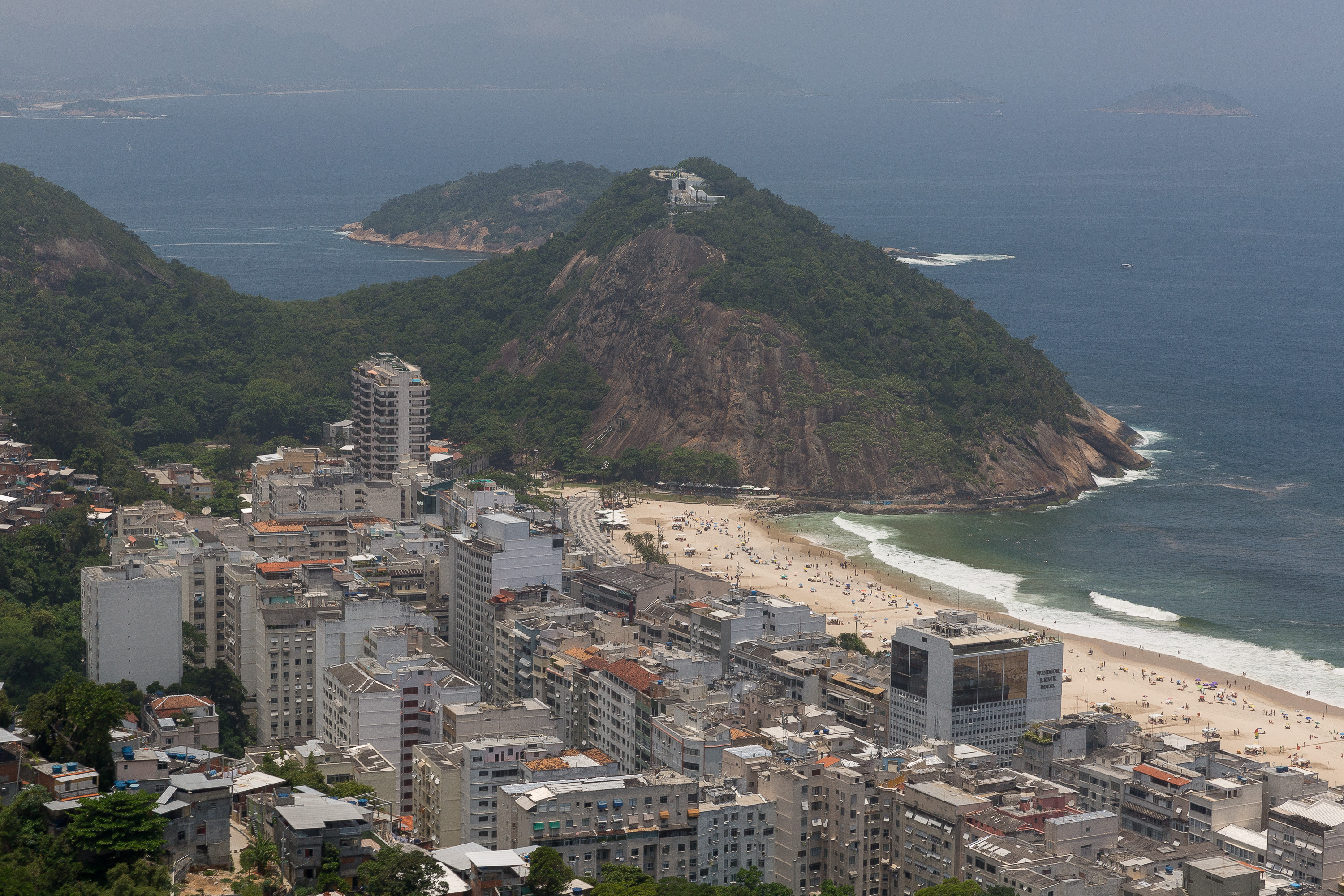
Foto aérea do Leme.

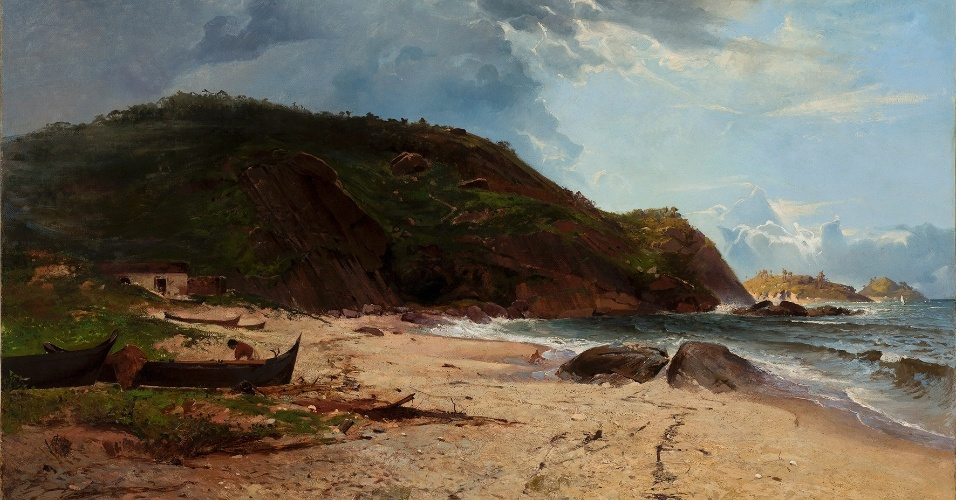
Leme, de Benno Treidler.

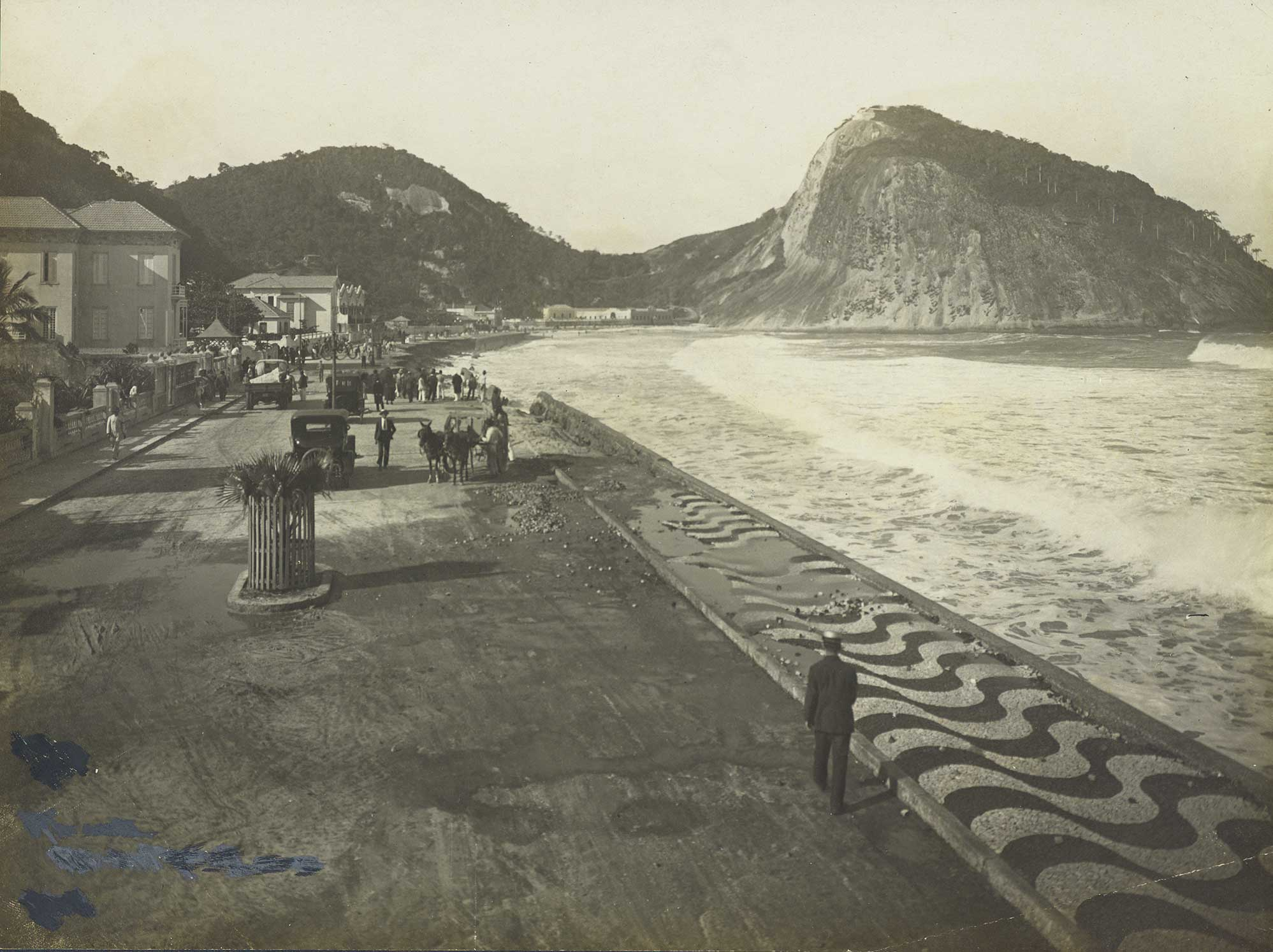
Avenida Atlântica, parte do Leme (1921) - Acervo Digital Afro-Brasileiro Flickr.

No Império, a região onde se encontram Leme e Copacabana, era reduto de famílias que faziam piqueniques e passeios. Por ficar numa área de difícil acesso, formada por areal e deserta, até o final do século XIX, somente existiam na localidade: o Forte Reduto do Leme, a pequena igreja de Nossa Senhora de Copacabana e algumas chácaras e sítios.
A atração das famílias à área era tão grande que houve, entre 1892 e 1894, o primeiro loteamento, cuja primeira via aberta se chamaria Rua Gustavo Sampaio. A Empreza de Construcções Civís pertencente a Alexandre Wagner, Otto Simon e Theodoro Duvivier foi responsável pelo projeto. As terras foram adquiridas a partir de 1873 pelo capitalista e empreendedor Alexandre Wagner, eram as chácaras: do Leme, do Sobral e do Boticário, que se estendiam Morro do Vigia até a atual Rua Siqueira Campos.
A inauguração do Túnel Novo (ou do Leme), em 1906, levou a linha de bondes da Companhia Ferro-Carril do Jardim Botânico ao bairro, na Praça do Vigia. No mesmo ano na orla do Leme e Copacabana foi concluída a Avenida Atlântica.

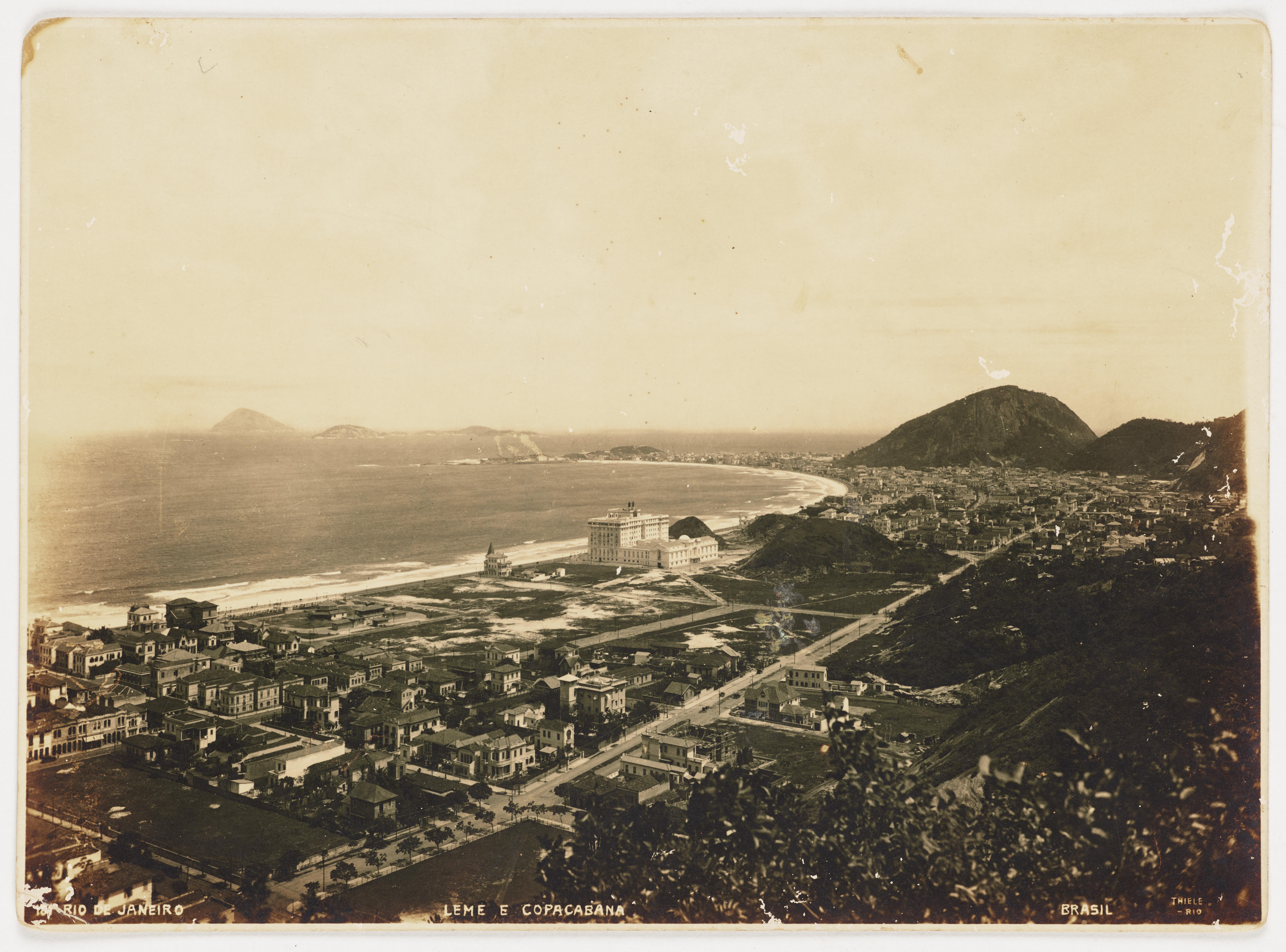
Leme e Copacabana, em destaque o Hotel Copacabana Palace, na década de 1920.

No Morro da Babilônia ainda havia chácaras, uma delas era pertencente a Wilhelm Marx, pai do paisagista Roberto Burle Marx. E a ocupação de suas encostas se deu em 1915, alcançando seu auge a partir de 1934, quando foram criadas as Comunidades da Babilônia e do Chapéu Mangueira. Já no Morro do Leme situava-se o Forte Duque de Caxias, construído em 1776, sendo desativado em 1975. O bairro apresentava outras quatro estruturas militares, como: o Forte da Ponta da Vigia, o Forte da Ponta do Anel, o Forte Duque de Caxias e o Forte Guanabara.
Nos anos 1950 e 60, a verticalização atinge o bairro, com a construção dos prédios dos hotéis Meridian da rede francesa Le Méridien, rebatizado em 2009 como Windsor Atlântica Hotel, além de edifícios residenciais. 
Em 1971, houve a duplicação do calçadão.

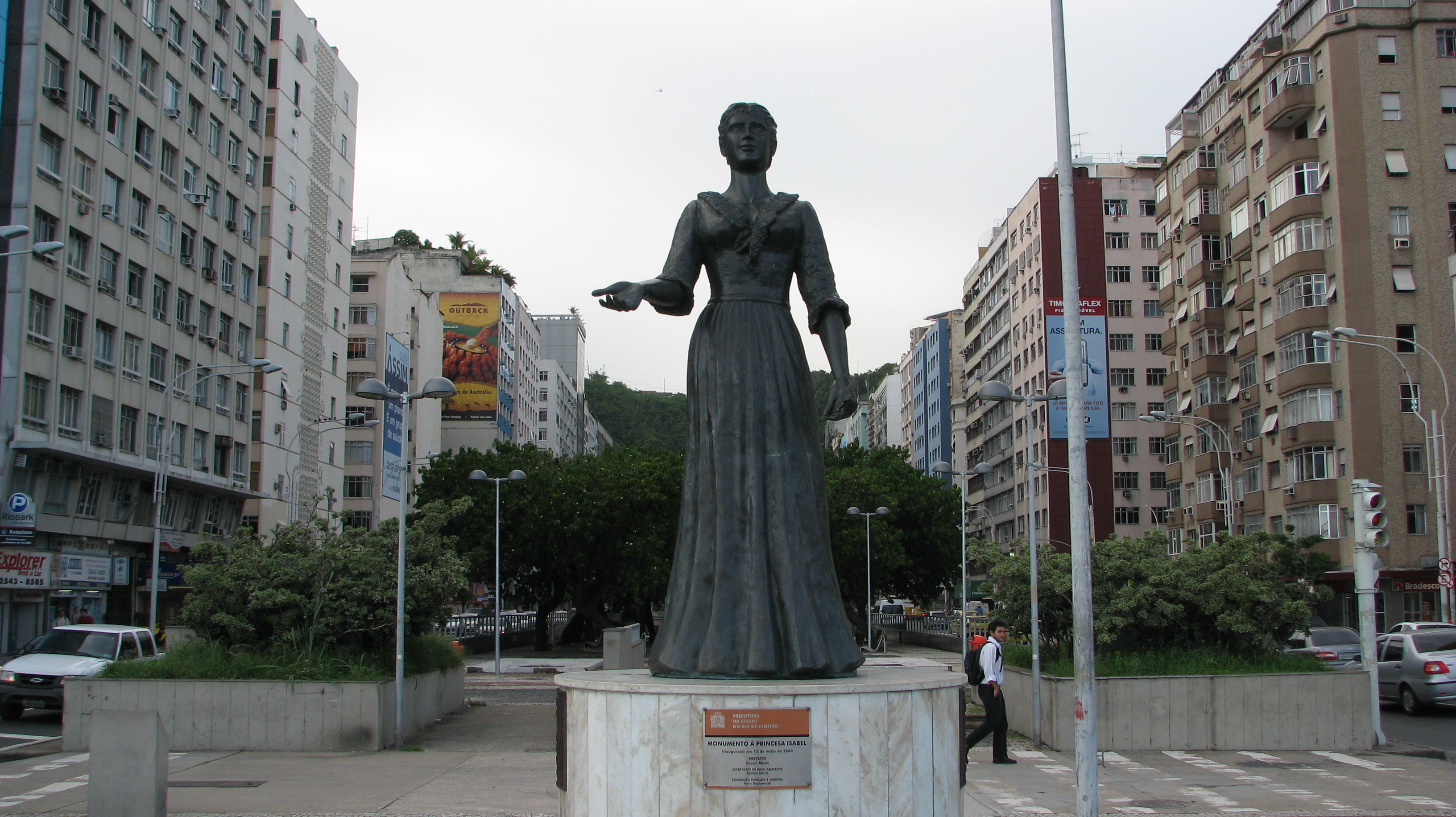
Avenida Princesa Isabel.

## Atualidade
O Leme é um bairro residencial, onde se situam o Túnel Novo (túnel duplo que liga o Leme a Botafogo) e o hotel Windsor Atlântica Hotel. Nesse local, era costume ocorrer uma cascata de fogos de artifício durante o Réveillon. Vários eventos esportivos ocorrem no bairro, como a chegada da Travessia dos Fortes.
Os índices de violência no bairro  levaram a ocupação, pela policia, dos morros do bairro (Babilônia e Chapéu Mangueira) no ano de 2009.